# Waterloo Sunset
Waterloo Sunset è un brano musicale del gruppo rock britannico The Kinks che venne pubblicato su singolo nel 1967 e poi incluso nell'album Something Else by the Kinks. Composta e prodotta da Ray Davies, è una delle canzoni più famose della band ed è attualmente considerata un classico del pop rock inglese degli anni sessanta.
Il singolo raggiunse la seconda posizione nella classifica britannica nel 1967, riscuotendo successo anche in Australia, Nuova Zelanda ed Europa; negli Stati Uniti, invece, il singolo, con un diverso Lato B, non entrò in classifica.

## Descrizione
Il testo della canzone descrive un narratore solitario mentre osserva (o immagina) due amanti, tali Terry & Julie, che attraversano un ponte, e malinconicamente riflette sulla coppia, il Tamigi, e la Waterloo Station. I due innamorati riescono ad essere felici anche in mezzo allo squallore. Si è spesso detto che il brano fosse ispirato alla storia d'amore tra due celebrità inglesi dell'epoca, gli attori Terence Stamp e Julie Christie. Ray Davies negò assolutamente questa ipotesi nella sua autobiografia e ribadendo nel corso di un'intervista del 2008: «Si trattò di una fantasia su mia sorella e il suo ragazzo che dovettero emigrare per cercare fortuna all'estero». In una intervista del 2010 rilasciata al biografo dei Kinks Nick Hasted, Davies rivelò che Terry era suo nipote Terry Davies, "che fu più di un fratello per lui durante l'adolescenza". Inoltre, nel 2010 Davies affermò che, nonostante il brano sia da sempre indissolubilmente associato con la città di Londra, il titolo originale della canzone avrebbe dovuto essere Liverpool Sunset perché il brano era ispirato al tramonto dello stile Merseybeat, nato nella città portuale e allora in declino.
A dispetto dell'arrangiamento complesso, le sessioni in studio per Waterloo Sunset durarono meno di dieci ore; Dave Davies commentò in seguito di come il caratteristico suono della chitarra presente nell'incisione fosse stato ammirato da Steve Marriott degli Small Faces che gli chiese come fossero riusciti ad ottenere un suono del genere.
Ray Davies considera la canzone il suo capolavoro personale, dove riuscì a far convivere compiutamente le sue ambizioni artistiche di cantautore con le esigenze commerciali di un hit single. L'elaborata produzione fu la prima della quale si occupò Davies per una registrazione dei Kinks, senza la supervisione del produttore di vecchia data della band Shel Talmy.

## Tracce
Edizione UK
1. Waterloo Sunset - 3:16
2. Act Nice and Gentle - 2:39

Edizione USA
1. Waterloo Sunset - 3:16
2. Two Sisters - 2:01

## Accoglienza

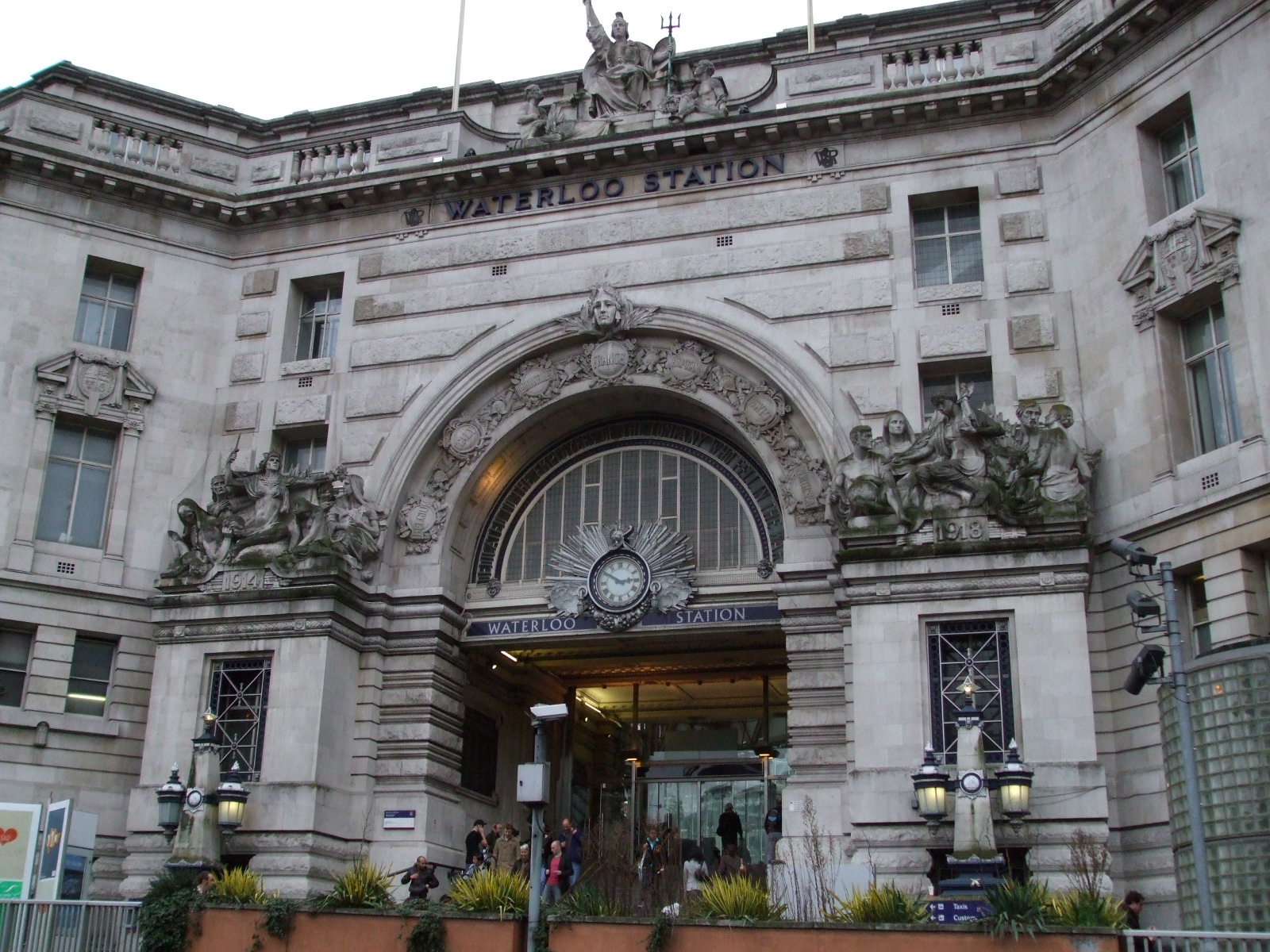
Waterloo Station, Londra.

Nel 2004 un sondaggio della stazione radiofonica FM proclamò Waterloo Sunset la "miglior canzone su Londra", mentre Time Out la dichiarò l'"inno della città". Il brano si è classificato alla posizione numero 42 nella lista delle 500 migliori canzoni di sempre redatta dalla rivista Rolling Stone. Pitchfork la ha dichiarata la ventinovesima miglior canzone scritta negli anni sessanta.
Il critico rock Robert Christgau affermò di considerare la composizione "la più bella canzone in lingua inglese". Pete Townshend degli Who la definì "divina" e "un capolavoro". Stephen Thomas Erlewine di Allmusic concorda, definendo Waterloo Sunset "forse la più bella canzone rock mai scritta".
Il brano è stata eseguito da Ray Davies durante la cerimonia di chiusura delle Olimpiadi del 2012 a Londra.

## Influenza culturale
Altri artisti hanno scritto canzoni che proseguono la storia narrata nel brano, come ad esempio:
- Bob Geldof la cui canzone Love Like a Rocket del 1987 narra di come la storia d'amore tra Terry e Julie sia lentamente naufragata nel corso dei successivi vent'anni.
- 4 a.m., un brano musicale composto da Mike Barson e Graham McPherson, riprende la storia dei protagonisti della canzone alcuni anni dopo.
- John Wesley Harding scrisse il brano In Paradise che include Terry e Julie.
- La band The Willows scrisse una canzone su Terry e Julie, intitolata South of the River inclusa nel loro album English Country Garden (Suddick 1993).

## Cover
Waterloo Sunset è stata reinterpretata da altri artisti, tra i quali:
- Cathy Dennis sul suo terzo album Am I the Kinda Girl?.
- The Fastbacks nell'album tributo Give The People What We Want: Songs of The Kinks del 2001.
- David Bowie, durante le sessioni per l'album Reality del 2003, registrò una cover del brano. La sua versione venne pubblicata come bonus track nell'edizione estesa del disco.
- Def Leppard nell'album di cover Yeah! (2006).
- Show of Hands nell'album Covers (2000).
- Peter Gabriel come bonus track nell'edizione speciale della sua raccolta del 2010 Scratch My Back.
- Allan Olsen in danese con il titolo På Kanten af Vesterbro nell'album Multi Importante del 2007.
- Affairs Of The Heart.
- Busman's Holiday nel 2009.
- Rhett Miller nell'album di cover The Interpreter Live at Largo.
- Elliott Smith eseguì la canzone durante una puntata del Jon Brion Show, un programma musicale su internet.
- Josh Klinghoffer by Red Hot Chili Peppers in Denver 2017
- Ethan Hawke nel film Juliet, Naked del 2018, regia di Jesse Peretz